# Dossale dei quattro santi

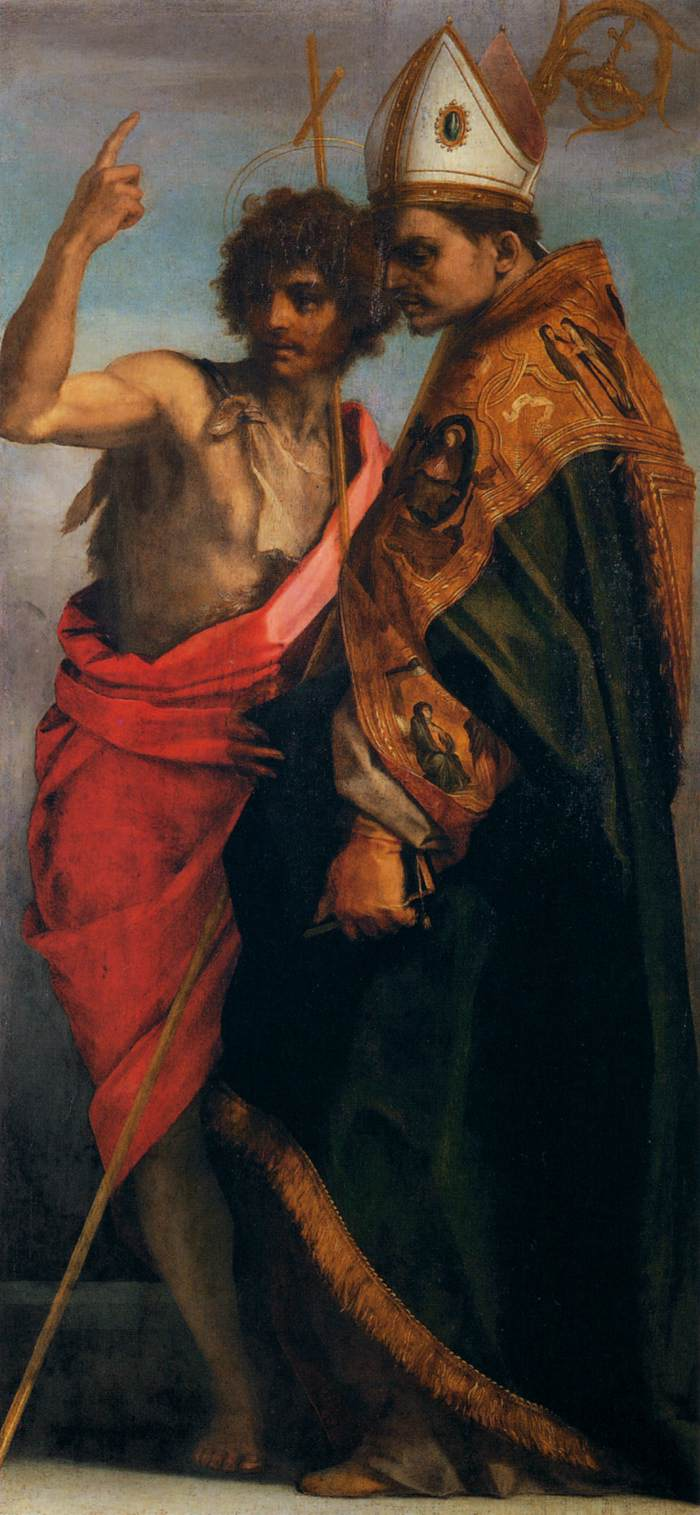
Scomparto destro

Il Dossale dei quattro santi (o Pala di Vallombrosa) è un polittico a olio su tavola (200x250 cm circa) di Andrea del Sarto, databile al 1528-1529 circa e conservato negli Uffizi di Firenze.

## Storia
Il polittico deve la sua forma alla particolare funzione per cui fu richiesto, quella di incorniciare una venerata tavola due-trecentesca della Vergine col Bambino. L'insieme, commissionato dal Generale della Congregazione Vallombrosana Giovanni Maria Canigiani, venne smembrato con la soppressione del convento nel 1810. In quell'occasione andò perduta la cornice lignea, che probabilmente era stata disegnata da Baccio d'Agnolo, la tavoletta antica (che Ignazio Hugford aveva attribuito a Giotto) e lo scomparto centrale della predella, che raffigurava probabilmente l'Annunciazione.
Quando i due pannelli più grandi arrivarono nelle Gallerie fiorentine vennero incollati l'uno all'altro, venendo separati solo col restauro del 1962-1965.
In occasione della mostra monografica dell'artista del 1986 il polittico venne rimontato in un supporto moderno, grazie a una stampa di Antonio Donati del 1782 che lo ritraeva, conservata nell'abbazia di Vallombrosa, e un disegno di Federico Zuccari all'Albertina di Vienna (Sc. R. 181 inv. 143). Dagli esami riflettologici sono venuti alla luce numerosi ripensamenti del maestro.

## Descrizione
Il polittico è così composto:
- San Michele arcangelo e san Giovanni Gualberto, 184x86 cm
- Putti con cartiglio, 73x42 cm
- San Giovanni Battista e San Bernardo degli Uberti, 184x86 cm
- San Michele Arcangelo pesa le anime, 21x40 cm
- San Giovanni Gualberto e la prova del fuoco di Pietro Igneo, 21x40 cm
- Decapitazione di san Giovanni Battista, 21x40 cm
- Cattura di san Bernardo degli Uberti, 21x40 cm

Dei pannelli principali esistono numerosi studi preparatori: di quello a sinistra uno alla Pierpont Morgan Library di New York (I, 31) e alcuni al Gabinetto dei disegni e delle stampe di Firenze (nn. 10971F-10972f, 293 F, 288F), oltre a una copia di Federico Zuccari nel Worcester Art Museum (1917.16); di quello di destra al Gabinetto di Firenze (nn. 320F, 10971F-10972F, 6425F, 640E) con una copia dello Zuccari al British Museum (1895-9-15-657); i putti centrali uno al Gabinetto di Firenze (n. 297F r).
Delle scene della predella solo quella di San Michele è ritenuta autografe, le altre vennero eseguite dalla bottega su disegno del maestro.

## Stile
Dal punto di vista dello stile, le opere di quel periodo segnano un ripensamento verso lo stile di Fra Bartolomeo, all'insegna di una maggiore saldezza dei volumi, di colori più accesi (sebbene siano presenti ancora gli effetti cangianti striduli) e di una maggiore monumentalità delle figure isolate dallo sfondo.
La testa di san Giovanni Battista ricorda quelle del San Jacopo con due fanciulli, pure agli Uffizi.